# 未来展望
『未来展望』（みらいてんぼう、仏語原題Anticipation ou l'amour en l'an 2000、「予想、あるいは西暦2000年における恋愛」の意）は、1966年に撮影され1967年に公開されたフランス・イタリア・西ドイツ合作のオムニバス映画『愛すべき女・女たち』の一篇（第六話）、ジャン＝リュック・ゴダールの監督作品である。女優アンナ・カリーナを主演にしたゴダール最後の作品として知られる。

## 概要
オムニバス映画全篇については、『愛すべき女・女たち』のページを参照。
『愛すべき女・女たち』の第六話は、『二〇〇一年愛の交換』の邦題でも知られているが、一般には『未来展望』とされている。ゴダール監督の長篇劇映画『アルファヴィル』（1965年）によく似ているが、これはもともとゴダールをインスパイアしたドキュメンタリー作家クリス・マルケル監督のフォトロマン『ラ・ジュテ』（1962年）という先行作品がある。本作は、『ラ・ジュテ』を撮影した、パリ郊外ヴァル＝ド＝マルヌ県オルリーにあるオルリー空港、それに隣接するホテルヒルトンでロケーション撮影が行われた。
撮影監督のピエール・ロムは、ゴダールの助監督を10年つとめた本作の助監督シャルル・L・ビッチが、このオムニバスにも参加しているフィリップ・ド・ブロカらとつくった短篇『三つのランデヴー Les Trois rendez-vous』（1953年）の撮影監督としてキャリアを始め、オランダのドキュメンタリー作家ヨリス・イヴェンス監督の『ル・ミストラル』（1965年）などを撮っている。今回ゴダールとは初顔合わせ。音楽はジャック・ドゥミ監督の『シェルブールの雨傘』（1964年）、ゴダール監督の『女と男のいる舗道』（1962年）のミシェル・ルグラン。美術のベルナール・エヴァンは、ドゥミ監督の短篇『Le Bel indifférent』（1957年）から始まり、ドゥミやクロード・シャブロルの初期作品を多く手がけた。L・ビッチのほか、『いちばんうまい歩き方』（1974年）のクロード・ミレール監督が本作の助監督についた。クレメンテ・フラカッシはフェデリコ・フェリーニ監督の『8 1/2』の製作主任であり、本作が遺作となった。アンドレ・キュルテは、ルイス・ブニュエル監督の『それを暁と呼ぶ』（1962年）の製作主任である。
相手役のジャック・シャリエは、ジャン＝ピエール・モッキー監督の『今晩おひま?』（1959年）やアンドレ・カイヤット監督の『愛のためいき』（1963年）で主演している。ヴィットリオ・デ・シーカ監督の『あゝ結婚』（1964年）やフェリーニ監督の『魂のジュリエッタ』（1965年）にも出演しているマリル・トロはイタリア女優。ダニエル・バールは、ゴダール監督の『メイド・イン・USA』（1966年）にも出演している。のちに映画監督になるジャン＝パトリック・ルベルはゴダール監督の『彼女について私が知っている二、三の事柄』（1966年）、および本作に出演後、ピエール・グランブラ監督の『スローガン』（1969年）に助監督としてついた。
ゴダールの長篇第二作『小さな兵隊』（1961年）に出演、そして結婚して以来、アンナ・カリーナはゴダールの数々の名作に主演してきた。1964年にはアンナの愛称を社名にした映画製作会社「アヌーシュカ・フィルム」を設立、『はなればなれに』（1964年）などを製作して来たが、1965年にふたりの結婚生活は破綻、本作がゴダール作品での最後の主演作となった。この映画のラストシーンは、ふたりの関係へのゴダールの最後の賭けのような気迫が感じられる渾身のシーンである。それでもふたりは別れてしまった。ふたたびゴダールの署名した映画のなかに、アンナ・カリーナが登場するのは、この20分の短篇映画から25年を待たなくてはならない。それが、10分の短篇映画『時間の闇の中で』（オムニバス映画『10ミニッツ・オールダー』の一篇、2002年）である。『女と男のいる舗道』でのもっともうつくしいシーンのアーカイヴ・フッテージからの引用であった。

## あらすじ
34年も先、西暦2000年の近未来社会では、性的な娼婦と言語的な娼婦に分業化されている。宇宙船を乗り換えるために地球の空港に降り立ったソヴィエト＝アメリカ軍の士官（ジャック・シャリエ）は、ホテルの部屋に呼んだ口をきかないフィジカル・ラヴの娼婦（マリル・トロ）はに満足できず、チェンジを所望。変わって現れた娼婦は、客の身体には触れず、聖書に書かれた愛のことばを語りかける。彼女は言語的な娼婦（アンナ・カリーナ）なのであった。ふたりはやがて最後に真実の愛に到達する。

## 作品データ
パートカラー作品（イーストマン・カラー）/ 上映時間20分（オムニバス119分） / 上映サイズ1:1.66
（ビスタサイズ）

## スタッフ
- 監督　ジャン＝リュック・ゴダール
- 脚本　ジャン＝リュック・ゴダール
- 撮影　ピエール・ロム
- 音楽　ミシェル・ルグラン
- 美術　ベルナール・エヴァン
- 編集　アニエス・ギユモ
- 助監督　シャルル・L・ビッチ、クロード・ミレール
- 製作主任　クレメンテ・フラカッシ、アンドレ・キュルテ
- プロデューサー　ジョゼフ・ベルショルツ、ホルスト・ヴェントラント
- 製作会社　フランコリス（パリ）、レ・フィルム・ジベ（同）、リアルト・フィルム（ベルリン）、リッツォーリ・フィルム（ローマ）
- 配給　アトス・フィルム（パリ）

## キャスト
- アンナ・カリーナ（ナターシャ / エレノール・レモヴィッチ / ホステス703号）
- マリル・トロ（売春婦マレーヌ / マドモワゼル・フィジカル・ラヴ）
- ジャック・シャリエ（ニック / ジョン・デメトリオス）
- ダニエル・バール
- ジャン＝パトリック・ルベル
- ジャン＝ピエール・レオ（ベルボーイ）